# Motor Lublin (piłka nożna) w sezonie 1981/1982
Sezon 1981/1982 był dla Motoru Lublin 2. sezonem w ekstraklasie. W trzydziestu rozegranych spotkaniach, Motor zdobył 19 punktów i zajął ostatnie 16. miejsce w tabeli. Trenerem zespołu był Bronisław Waligóra, który nie prowadził zespołu w trzech ostatnich kolejkach. Zastąpił go Tadeusz Kamiński. 

## Przebieg sezonu

### Letni okres przygotowawczy
W przerwie letniej z klubu odeszli Bolesław Mącik i Jerzy Jagiełło  do Avii Świdnik, Krzysztof Witkowski (wypożycznie do Avii Świdnik), Marek Leszczyński do Lublinianki, Bronisław Kowalski do Górnika Łęczna, Ryszard Walczak do Gwardii Warszawa oraz Tadeusz Cypka do Radomiaka Radom. Do lubelskiego zespołu przyszli bramkarz Andrzej Rejman z Gwardii Koszalin oraz napastnicy Tomasz Arceusz z Ursusa Warszawa i Hubert Fait z SKS-u Katowice. 
15 sierpnia 1981 osiemnastosobowa kadra Motoru przebywała na zgrupowaniu w Kokotku, gdzie rozegrali mecze sparingowe z Rakowem Częstochowa (3:2), Górnikiem Zabrze (0:3), Szombierkami Bytom (2:4), Ruchem Chorzów (1:2) i Gwardią Warszawa (0:1). W zgrupowaniu nie uczestniczyli Dariusz Opolski, który doznał kontuzji (złamanie nogi) w meczu młodzieżowej reprezentacji Polski w Meksyku, a także Ryszard Chaberek, który był na zwolnieniu lekarskim. Pod koniec tego miesiąca Motor rozegrał dwa mecze towarzyskie z czołowym duńskim zespołem Kjøbenhavns Boldklub, najpierw 29 lipca w Chełmie w obecności 5 tysięcy widzów wygrał zespół lubelski 4:1 po bramkach Andrzeja Popa, Marka Komosy i Huberta Faita, następnie 31 lipca na stadionie przy al. Zygmuntowskich ponownie zwyciężył Motor 5:2; trzy bramki zdobył Pop i po jednej Tomasz Arceusz i Fait. 5 sierpnia Motor rozegrał ostatni sparing, na stadionie przy al. Zygmuntowskich uległ Broni Radom 1:2.

### Runda jesienna
Motor rozpoczął sezon od wyjazdowego meczu z mistrzem Polski Widzewem Łódź. Do składu łódzkiego zespołu po ośmiomiesięcznej dyskwalifikacji powrócili Józef Młynarczyk i Zbigniew Boniek. Mecz rozpoczął się od ataków gospodarzy i w 40. minucie wynik spotkania otworzył Mirosław Sajewicz. Po przerwie Motor próbował doprowadzić do wyrównania, ale dogodnych sytuacji nie wykorzystał Andrzej Pop (w 50. i 65 min.). W 82. minucie Sajewicz po dośrodkowaniu Jana Jeżewskiego zdobył drugą bramkę dla Widzewa. Na pięć minut przed końcem meczu honorową bramkę dla Motoru strzelił Wojciech Rabenda. W drugiej kolejce na stadionie przy al. Zygmuntowskich Motor podejmował Lecha Poznań, przegrywając 0:2. Pierwszy punkt lubelski zespół zdobył w następnym meczu z Górnikiem Zabrze, który w poprzedniej kolejce pokonał Widzew Łódź 4:0. W końcówce spotkania po strzale Marka Komosy piłka odbiła się od słupka, a Andrzej Pop nie wykorzystał sytuacji będąc sam na sam z bramkarzem Aleksandrem Famułą. W meczu z Górnikiem zadebiutował osiemnastoletni wychowanek Motoru Modest Boguszewski. W kolejnym meczu rozegranym w środku tygodnia, Motor doznał wysokiej porażki 1:5 z Szombierkami w Bytomiu.
29 sierpnia na stadion przy Al. Zygmuntowskich przyjechała liderująca po czterech kolejkach Stal Mielec. Wynik meczu otworzył Roman Dębiński w 10. minucie. W 29. minucie po podaniu od Ireneusza Lorenca bramkę na 2:0 zdobył Waldemar Wiater. W 62. minucie po rzucie rożnym wykonywanym przez Lorenca piłkę, którą głową przedłużył Waldemar Fiuta, przejął Marek Komosa i zdobył trzecią bramkę dla Motoru, a pięć minut później Dębiński strzałem z 40 metrów podwyższył na 4:0. W 70. minucie gola dla gości zdobył Henryk Janikowski, a w końcówce meczu w indywidualnej akcji wynik ustalił Wojciech Rabenda. Po pięciu kolejkach Motor zajmował 15. miejsce. W Szczecinie Motor przegrał z Pogonią 1:2. Prowadzący ten mecz sędzia Roman Kostrzewski nie uznał dwóch bramek dla lublinian, najpierw w 60. minucie po strzale wprowadzonego po przerwie Henryka Świętka odgwizdał faul na bramkarzu, następnie nie uznał bramki zdobytej przez Marka Komosę, dopatrując się pozycji spalonej. 12 września Motor zremisował z Wisłą Kraków 1:1 i awansował na 14. miejsce w tabeli, a tydzień później przegrał we Wrocławiu ze Śląskiem 1:2 i powrócił na 15., spadkową pozycję.
26 września Motor wziął rewanż za porażkę 0:5 sprzed roku z Legią Warszawa. Lublinianie pokonali prowadzony przez Kazimierza Górskiego stołeczny zespół 3:0, po dwóch bramkach Andrzeja Popa z karnych i Tomasza Arceusza. Po ponad dwutygodniowej przerwie spowodowanej występem reprezentacji Polski w eliminacjach do mistrzostw świata, w rozegranym w środku tygodnia spotkaniu, Motor doznał wysokiej porażki z będącym wówczas na czwartym miejscu w tabeli beniaminkiem I ligi warszawską Gwardią 0:4. W jedenastej kolejce Motor podejmował u siebie Bałtyk Gdynia. Pierwszą bramkę zdobył w 5. minucie Lorenc, w 58. podwyższył Pop. Pięć minut później kontaktowego gola strzelił Piotr Rzepka. Chwilę po wznowieniu gry przez gospodarzy w polu karnym faulowany został Pop i sędzia podyktował rzut karny, którego nie wykorzystał sam poszkodowany, trafiając w słupek. Po zakończeniu akcji arbiter podyktował rzut wolny pośredni z 13 metrów, po protestach obrońcy Bałtyku Mieczysława Gierszewskiego. Po wykonaniu wolnego przez Romana Dębińskiego, z linii bramkowej ręką wybił piłkę Rzepka i sędzia podyktował kolejny rzut karny, którego wykorzystał Pop, ustalając wynik meczu na 3:1 dla Motoru.
24 października zespół Motoru grał w Gdyni mecz z ostatnią drużyną w tabeli Arką. Jedyną bramkę w tym spotkaniu zdobył Jacek Pietrzykowski po błędzie lubelskiej obrony. Po dwunastu kolejkach Motor zajmował 14. miejsce, mając tyle samo punktów co przedostatni Ruch Chorzów i ostatnia Arka. Po dwutygodniowej przerwie ligowej spowodowanej rozgrywkami o Puchar Polski, 8 listopada Motor podejmował Zagłębie Sosnowiec, tracące do lidera Pogoni Szczecin dwa punkty. Wynik meczu otworzył w 10. minucie Andrzej Pop, który po dośrodkowaniu z rzutu wolnego głową skierował piłkę do siatki. Wyrównał kilka minut później w wyniku błędu obrońców Motoru Włodzimierz Mazur. Na 2:1 w 68. minucie bramkę zdobył Henryk Świętek, dla którego był to pierwszy kontakt z piłką po wejściu na boisko. W 74. minucie dogodnej sytuacji na wyrównanie nie wykorzystał Jerzy Dworczyk. Potem padły jeszcze dwie bramki dla Motoru. Najpierw w wyniku błędu bramkarza gości Marka Bębna, który po strzale Popa wypuścił piłkę z rąk, a do bramki skierował ją Lorenc, a następnie dzięki samobójczemu trafieniu debiutującego w ekstraklasie obrońcy Zagłębia Mirosława Makowskiego. W przedostatniej kolejce rundy jesiennej Motor przegrał wyjazdowy mecz z ostatnim w tabeli Ruchem Chorzów 0:3, a w ostatniej pokonał na stadionie przy al. Zygmuntowskich ŁKS Łódź 2:0.
Dolna część tabeli po zakończeniu rundy jesiennej prezentowała się następująco:
| Poz | Klub          | M  | Pkt | Bz | Bs |
| --- | ------------- | -- | --- | -- | -- |
| 13. | Motor Lublin  | 15 | 12  | 22 | 25 |
| 14. | Ruch Chorzów  | 15 | 11  | 12 | 15 |
| 15. | Arka Gdynia   | 15 | 11  | 8  | 21 |
| 16. | Bałtyk Gdynia | 15 | 9   | 9  | 22 |

### Zimowy okres przygotowawczy
Piłkarze Motoru do treningów powrócili 4 stycznia 1982. W drugiej połowie stycznia przebywali na dwutygodniowym zgrupowaniu w Bydgoszczy w ośrodku WKS Zawisza. 7 lutego Motor sparował z Avią Świdnik (1:0), a dzień później 22-osobowa kadra udała się na kolejne zgrupowanie do Kokotka, które trwało do 20 lutego. Po powrocie do Lublina Motor rozegrał kilka meczów sparingowych, między innymi z Resovią (0:0), Gwardią Warszawa z Dariuszem Dziekanowskim w składzie (3:1) i Koroną Kielce (1:0). Po ostatnim meczu kontrolnym do rozgrywek ligowych potwierdzony został Zbigniew Krzywicki, który występował poprzednio w trzecioligowym Stomilu Olsztyn.

### Runda wiosenna
Rundę wiosenną Motor rozpoczął od spotkania z Widzewem Łódź. Goście wystąpili bez trzech czołowych piłkarzy: Włodzimierza Smolarka, Marka Pięty i Mirosława Tłokińskiego, w bramce Motoru pierwszy występ w sezonie po wyleczeniu kontuzji zaliczył Dariusz Opolski. Prowadzenie w meczu objął Motor, po bramce w 24. minucie z rzutu karnego Roberta Grzanki. W drugiej połowie przewaga Widzewa została udokumentowana zdobyciem trzech bramek i ostatecznie łodzianie wywieźli z Lublina dwa punkty. W wyjazdowym meczu w Poznaniu lubelski zespół przegrał z Lechem Poznań 0:1, następnie uległ w Zabrzu z Górnikiem 0:4. Po trzech kolejnych porażkach, 24 marca Motor zdobył pierwszy punkt w rozgrywkach wiosennych. Na stadionie przy al. Zygmuntowskich podejmował Szombierki Bytom. Pierwszą bramkę zdobyli jednak goście po strzale oddanym z 20 metrów przez Andrzeja Króla. Wyrównanie padło po samobójczym trafieniu Andrzeja Mierzwiaka. Po tym spotkaniu Motor zajmował 13. miejsce, mając tyle samo punktów, lecz lepszą różnicę bramek co 15. Arka Gdynia. W następnej kolejce piłkarze Motoru po remisie w Mielcu ze Stalą zdobyli pierwszy wyjazdowy punkt w tym sezonie. 
W 21. kolejce Motor podejmował trzecią w tabeli i finalistę Pucharu Polski Pogoń Szczecin. Do przerwy prowadzili lublinianie po bramkach Andrzeja Popa i Romana Dębińskiego. W drugiej połowie przewagę mieli piłkarze Pogoni, czego efektem były dwie bramki strzelone w ciągu dwóch minut przez Zbigniewa Stelmasiaka i Zbigniewa Czepana. Zwycięstwo Arki Gdynia nad ŁKS-em Łódź sprawiło, że Motor spadł na 15., spadkowe miejsce. W następnym meczu z Wisłą w Krakowie Motor prowadził do przerwy 1:0 po golu Roberta Grzanki. W drugiej połowie krakowski zespół zdobył pięć bramek, w tym trzy w ciągu ośmiu minut. Po tej porażce Motor spadł na ostatnie miejsce w tabeli. 7 kwietnia Motor zremisował bezbramkowo z liderem Śląśkiem Wrocław. W Wielką Sobotę, 10 kwietnia, Motor grał na stadionie przy ul. Łazienkowskiej z Legią. Spotkanie toczyło się przy intensywnych opadach śniegu. Pierwszą bramkę zdobyli gospodarze w 6. minucie, a strzelcem był Marek Kusto. Wyrównał dziesięć minut później Waldemar Wiater. Ten sam zawodnik dał prowadzenie Motorowi w 68. minucie, lecz w ciągu trzech następnych minut Legia zdobyła dwie bramki, po strzałach Kusty i Edwarda Załężnego. Dwie kolejne bramki strzelił występujący z konieczności na pozycji napastnika Andrzej Buncol.
W niedzielę 14 kwietnia Motor odniósł jedyne zwycięstwo w wiosennych rozgrywkach. Na stadionie przy al. Zygmuntowskich podejmował ósmą drużynę w tabeli Gwardię Warszawa. Pomimo przewagi lubelskiego zespołu w I połowie meczu, pierwszą bramkę zdobyli goście. W 13. minucie po zamieszaniu w polu karnym Motoru, Marek Komosa przy próbie wybicia piłki podał ją do Roberta Chełstowskiego, który skierował piłkę do bramki. Wyrównanie padło w 30. minucie, kiedy Robert Grzanka po indywidualnej akcji podał do Wojciecha Rabendy, a ten strzałem głową pokonał bramkarza Gwardii Wiesława Rutkowskiego. Zwycięską bramkę zdobył na trzy minuty przed końcem meczu kapitan Motoru Roman Dębiński. Po wygranej nad Gwardią Motor awansował na 15. miejsce w tabeli, mając lepszą różnicę bramek od ostatniej Arki Gdynia. W następnej kolejce doszło do spotkania dwóch ekip walczących o utrzymanie. Mający trzy punkty przewagi, ale jeden mecz zaległy Bałtyk Gdynia pokonał Motor 3:0. Po przerwie przy stanie 1:0 dla Bałtyku przewagę mieli piłkarze Motoru, którzy dwukrotnie umieścili piłkę w siatce, jednak prowadzący to spotkanie sędzia Stanisław Nogalski w obu przypadkach dopatrzył się pozycji spalonej. Po 26 kolejkach dolna część tabeli prezentowała się następująco: 
| Poz | Klub         | M  | Pkt | Bz | Bs |
| --- | ------------ | -- | --- | -- | -- |
| 14. | Ruch Chorzów | 26 | 19  | 22 | 30 |
| 15. | Arka Gdynia  | 26 | 19  | 13 | 32 |
| 16. | Motor Lublin | 26 | 18  | 31 | 50 |

W sobotę 25 kwietnia doszło do rywalizacji dwóch ostatnich drużyn w tabeli. Motor nie wykorzystał atutu własnego boiska i w obecności 15 tysięcy widzów przegrał z Arką Gdynia 0:1, po samobójczej bramce Dariusza Opolskiego. Porażka Motoru i wygrana w tej samej kolejce Ruchu Chorzów z Gwardią Warszawa przesądziła praktycznie o spadku lubelskiej ekipy do II ligi. Mecz z Zagłębiem Sosnowiec rozegrany w ramach 27. kolejki zakończył się bezbramkowym remisem. Do Sosnowca nie pojechał Bronisław Waligóra gdyż skorzystał z przysługującego mu urlopu, zastąpił go Tadeusz Kamiński, który prowadził zespół także w dwóch ostatnich meczach sezonu. Po porażce u siebie z Ruchem Chorzów, Motor został zdegradowany do II ligi. W ostatnim meczu sezonu Motor przegrał na wyjeździe z ŁKS-em Łódź. 12 maja 1982 miało miejsce oficjalne pożegnanie Bronisława Waligóry.

## Mecze ligowe w sezonie 1981/1982
| Data                 | Przeciwnik         | D/W | Miejsce                         | Wynik M/P | Strzelcy                                               | Widzów   | Źródło        |
| -------------------- | ------------------ | --- | ------------------------------- | --------- | ------------------------------------------------------ | -------- | ------------- |
|                      |                    |     |                                 |           |                                                        |          |               |
| RUNDA JESIENNA       |                    |     |                                 |           |                                                        |          |               |
|                      |                    |     |                                 |           |                                                        |          |               |
| 8 sierpnia 1981      | Widzew Łódź        | W   | Stadion Widzewa                 | 1:2       | Rabenda 85'                                            | 15 tys.  | [ 7 ] [ 47 ]  |
| 16 sierpnia 1981     | Lech Poznań        | D   | Stadion przy al. Zygmuntowskich | 0:2       |                                                        | 18 tys.  | [ 8 ] [ 48 ]  |
| 22 sierpnia 1981     | Górnik Zabrze      | D   | Stadion przy al. Zygmuntowskich | 0:0       |                                                        | 16 tys.  | [ 9 ] [ 49 ]  |
| 26 sierpnia 1981     | Szombierki Bytom   | W   | Stadion Szombierek              | 1:5       | Pop 81' (k)                                            | 2 tys.   | [ 10 ] [ 50 ] |
| 29 sierpnia 1981     | Stal Mielec        | D   | Stadion przy al. Zygmuntowskich | 5:1       | Dębiński 10', 67', Wiater 25', Komosa 62', Rabenda 88' | 8 tys.   | [ 11 ] [ 51 ] |
| 5 września 1981      | Pogoń Szczecin     | W   | Stadion Pogoni                  | 1:2       | Dębiński 55'                                           | 25 tys.  | [ 12 ] [ 52 ] |
| 12 września 1981     | Wisła Kraków       | D   | Stadion przy al. Zygmuntowskich | 1:1       | Pop 80'                                                | 15 tys.  | [ 13 ] [ 53 ] |
| 19 września 1981     | Śląsk Wrocław      | W   | Stadion Śląska                  | 1:2       | Rabenda 36'                                            | 10 tys.  | [ 14 ] [ 54 ] |
| 26 września 1981     | Legia Warszawa     | D   | Stadion przy al. Zygmuntowskich | 3:0       | Pop 47' (k), 83' (k), Arceusz 80'                      | 15 tys.  | [ 15 ] [ 55 ] |
| 14 października 1981 | Gwardia Warszawa   | W   | Stadion Gwardii                 | 0:4       |                                                        | 2 tys.   | [ 16 ] [ 56 ] |
| 18 października 1981 | Bałtyk Gdynia      | D   | Stadion przy al. Zygmuntowskich | 3:1       | Lorenc 5', Pop 58', 68' (k)                            | 15 tys.  | [ 17 ] [ 57 ] |
| 24 października 1981 | Arka Gdynia        | W   | Stadion Arki                    | 0:1       |                                                        | 4 tys.   | [ 18 ] [ 58 ] |
| 7 listopada 1981     | Zagłębie Sosnowiec | D   | Stadion przy al. Zygmuntowskich | 4:1       | Pop 10', Świętek 68', Lorenc 76', Makowski 85' (sam)   | 10 tys.  | [ 19 ] [ 59 ] |
| 21 listopada 1981    | Ruch Chorzów       | W   | Stadion Ruchu                   | 0:3       |                                                        | 2 tys.   | [ 20 ] [ 60 ] |
| 28 listopada 1981    | ŁKS Łódź           | D   | Stadion przy al. Zygmuntowskich | 2:0       | Pop 46', Lorenc 62'                                    | 10 tys.  | [ 21 ] [ 22 ] |
|                      |                    |     |                                 |           |                                                        |          |               |
| RUNDA WIOSENNA       |                    |     |                                 |           |                                                        |          |               |
|                      |                    |     |                                 |           |                                                        |          |               |
| 7 marca 1982         | Widzew Łódź        | D   | Stadion przy al. Zygmuntowskich | 1:3       | Grzanka 24' (k)                                        | 22 tys.  | [ 30 ] [ 61 ] |
| 14 marca 1982        | Lech Poznań        | W   | Stadion Lecha                   | 0:1       |                                                        | 25 tys.  | [ 31 ] [ 62 ] |
| 20 marca 1982        | Górnik Zabrze      | W   | Stadion Górnika                 | 0:4       |                                                        | 8 tys.   | [ 32 ] [ 63 ] |
| 24 marca 1982        | Szombierki Bytom   | D   | Stadion przy al. Zygmuntowskich | 1:1       | Mierzwiak 57' (sam)                                    | 15 tys.  | [ 33 ] [ 64 ] |
| 28 marca 1982        | Stal Mielec        | W   | Stadion Stali                   | 0:0       |                                                        | 18 tys.  | [ 34 ] [ 65 ] |
| 31 marca 1982        | Pogoń Szczecin     | D   | Stadion przy al. Zygmuntowskich | 2:2       | Pop 6', Dębiński 40'                                   | 17 tys.  | [ 35 ] [ 66 ] |
| 3 kwietnia 1982      | Wisła Kraków       | W   | Stadion Wisły                   | 1:5       | Grzanka 34'                                            | 5 tys.   | [ 36 ] [ 67 ] |
| 7 kwietnia 1982      | Śląsk Wrocław      | D   | Stadion przy al. Zygmuntowskich | 0:0       |                                                        | 10 tys.  | [ 37 ] [ 68 ] |
| 10 kwietnia 1982     | Legia Warszawa     | W   | Stadion Legii                   | 2:5       | Wiater 16', 69'                                        | 6 tys.   | [ 38 ] [ 69 ] |
| 14 kwietnia 1982     | Gwardia Warszawa   | D   | Stadion przy al. Zygmuntowskich | 2:1       | Rabenda 30', Dębiński 87'                              | 12 tys.  | [ 39 ] [ 70 ] |
| 18 kwietnia 1982     | Bałtyk Gdynia      | W   | Stadion Bałtyku                 | 0:3       |                                                        | 10 tys.  | [ 40 ] [ 71 ] |
| 24 kwietnia 1982     | Arka Gdynia        | D   | Stadion przy al. Zygmuntowskich | 0:1       |                                                        | 15 tys.  | [ 41 ] [ 72 ] |
| 28 kwietnia 1982     | Zagłębie Sosnowiec | W   | Stadion Zagłębia                | 0:0       |                                                        | 1,5 tys. | [ 42 ] [ 73 ] |
| 1 maja 1982          | Ruch Chorzów       | D   | Stadion przy al. Zygmuntowskich | 1:2       | Pop 35' (k)                                            | 5 tys.   | [ 44 ] [ 74 ] |
| 9 maja 1982          | ŁKS Łódź           | W   | Stadion ŁKS-u                   | 2:4       | Bulzacki 4' (sam), Dębiński 14'                        | 2 tys.   | [ 45 ] [ 75 ] |

### Tabela I ligi
| Poz | Klub               | M  | Pkt | Bz | Bs |
| --- | ------------------ | -- | --- | -- | -- |
| 1.  | Widzew Łódź        | 30 | 39  | 45 | 31 |
| 2.  | Śląsk Wrocław      | 30 | 39  | 40 | 22 |
| 3.  | Stal Mielec        | 30 | 35  | 33 | 26 |
| 4.  | Legia Warszawa     | 30 | 35  | 39 | 29 |
| 5.  | Górnik Zabrze      | 30 | 33  | 35 | 27 |
| 6.  | Pogoń Szczecin     | 30 | 33  | 44 | 43 |
| 7.  | Gwardia Warszawa   | 30 | 32  | 36 | 34 |
| 8.  | Wisła Kraków       | 30 | 29  | 41 | 32 |
| 9.  | Zagłębie Sosnowiec | 30 | 29  | 24 | 30 |
| 10. | Szombierki Bytom   | 30 | 28  | 38 | 30 |
| 11. | Lech Poznań        | 30 | 28  | 25 | 25 |
| 12. | ŁKS Łódź           | 30 | 28  | 30 | 39 |
| 13. | Bałtyk Gdynia      | 30 | 26  | 24 | 36 |
| 14. | Ruch Chorzów       | 30 | 25  | 29 | 35 |
| 15. | Arka Gdynia        | 30 | 22  | 16 | 37 |
| 16. | Motor Lublin       | 30 | 19  | 34 | 57 |

## Kadra
| Zawodnik               | Data ur.   | Występy        | Bramki         |                |                | Występy        | Bramki         |                |                | Występy   | Bramki    | Poprzedni klub    |           |
| Zawodnik               | Data ur.   | RUNDA JESIENNA | RUNDA JESIENNA | RUNDA JESIENNA | RUNDA JESIENNA | RUNDA WIOSENNA | RUNDA WIOSENNA | RUNDA WIOSENNA | RUNDA WIOSENNA | SEZON     | SEZON     | Poprzedni klub    |           |
| Bramkarze              | Bramkarze  | Bramkarze      | Bramkarze      | Bramkarze      | Bramkarze      | Bramkarze      | Bramkarze      | Bramkarze      | Bramkarze      | Bramkarze | Bramkarze | Bramkarze         | Bramkarze |
| ---------------------- | ---------- | -------------- | -------------- | -------------- | -------------- | -------------- | -------------- | -------------- | -------------- | --------- | --------- | ----------------- | --------- |
| Andrzej Rejman         | 6.12.1955  | 11             |                |                |                | 3              |                |                |                | 14        |           | Gwardia Koszalin  |           |
| Mirosław Maciesiak     | 31.01.1957 | 4              |                |                |                |                |                |                |                | 4         |           | wychowanek        |           |
| Dariusz Opolski        | 23.09.1961 |                |                |                |                | 12             |                |                |                | 12        |           | wychowanek        |           |
| Obrońcy                |            |                |                |                |                |                |                |                |                |           |           |                   |           |
| Modest Boguszewski     | 8.01.1963  | 4 (2)          |                |                |                | 9 (3)          |                |                |                | 13 (5)    |           | wychowanek        |           |
| Ryszard Chaberek       | 10.01.1952 | 9 (1)          |                |                |                | —              | —              | —              | —              | 9 (1)     |           | Chrobry Głogów    |           |
| Roman Dębiński         | 21.05.1956 | 15             | 3              |                |                | 15             | 3              |                |                | 30        | 6         | Stal Poniatowa    |           |
| Waldemar Fiuta         | 10.04.1958 | 15             |                |                |                | 15             |                | 1              |                | 30        |           | wychowanek        |           |
| Robert Grzanka         | 6.09.1962  | 3 (4)          |                |                |                | 12 (2)         | 2              |                |                | 15 (6)    | 2         | Mazur Karczew     |           |
| Wiktor Pełkowski       | 9.06.1957  | —              | —              | —              | —              | 10 (1)         |                |                |                | 10 (1)    |           | Lublinianka       |           |
| Jerzy Szczeszak        | 10.04.1958 | 14             |                |                |                | 6              |                |                |                | 20        |           | Zawisza Bydgoszcz |           |
| Krzysztof Wójtowicz    | 28.01.1959 | 11             |                |                |                | 8              |                |                |                | 19        |           | wychowanek        |           |
| Pomocnicy i napastnicy |            |                |                |                |                |                |                |                |                |           |           |                   |           |
| Tomasz Arceusz         | 11.09.1959 | 7 (5)          | 1              |                |                | 4 (5)          |                |                |                | 11 (10)   | 1         | Ursus Warszawa    |           |
| Marek Komosa           | 10.06.1959 | 14 (1)         | 1              |                |                | 4 (4)          |                |                |                | 18 (5)    | 1         | Ursus Warszawa    |           |
| Zbigniew Krzywicki     | ??.??.1951 | —              | —              | —              | —              | 1 (5)          |                |                |                | 1 (5)     |           | Stomil Olsztyn    |           |
| Bogdan Kwapisz         | 6.10.1953  | —              | —              | —              | —              | 5 (2)          |                |                |                | 5 (2)     |           | Legia Warszawa    |           |
| Ireneusz Lorenc        | 30.09.1952 | 15             | 3              |                |                | 13             |                |                |                | 28        | 3         | Zagłębie Lubin    |           |
| Mirosław Morawski      | 15.07.1963 | —              | —              | —              | —              | 2              |                |                |                | 2         |           | wychowanek        |           |
| Andrzej Pop            | 10.10.1953 | 15             | 8              |                |                | 12             | 2              | 1              |                | 27        | 10        | Stal Kraśnik      |           |
| Janusz Przybyła        | 19.06.1951 | 1 (1)          |                |                |                | —              | —              | —              | —              | 1 (1)     |           | Gwardia Warszawa  |           |
| Wojciech Rabenda       | 20.04.1957 | 14 (1)         | 3              |                |                | 9 (1)          | 1              |                |                | 23 (2)    | 4         | Szombierki Bytom  |           |
| Henryk Świętek         | 27.02.1955 | 4 (11)         | 1              |                |                | 9 (3)          |                |                |                | 13 (14)   | 1         | Motor Praszka     |           |
| Waldemar Wiater        | 5.05.1954  | 9 (3)          | 1              |                |                | 15             | 2              |                |                | 24 (3)    | 3         | wychowanek        |           |

## Puchar Polski na szczeblu centralnym
| Data                 | Runda | Przeciwnik        | D/W | Miejsce                         | Wynik M/P  | Strzelcy                                       | Widzów   | Źródło |
| -------------------- | ----- | ----------------- | --- | ------------------------------- | ---------- | ---------------------------------------------- | -------- | ------ |
| 31 października 1981 | 1/16  | Stal Stalowa Wola | W   | Stadion Stali                   | 6:1        | Arceusz 30', 36', 64', Komosa 7', 59', Pop 12' | 3,5 tys. | [ 76 ] |
| 25 listopada 1981    | 1/8   | Avia Świdnik      | W   | Świdnik                         | 1:1 k. 6:5 | Pop 93'                                        | 3 tys.   | [ 77 ] |
| 5 grudnia 1981       | 1/4   | Arka Gdynia       | D   | Stadion przy al. Zygmuntowskich | 0:3        |                                                | 5 tys.   | [ 78 ] |